# 横武村
横武村（よこたけむら）は、福岡県築上郡にあった村。現在の豊前市の一部。

## 地理
英彦山山系の北麓から豊前平野にかけて位置した。

## 歴史
- 1889年（明治22年）4月1日 - 町村制の施行により、上毛郡山内村、才尾村、狭間村、薬師寺村、河原田村、永久村、上大西村、下大西村、青畑村が合併して村制施行し、横武村が発足[1][2]。上大西と下大西を合わせて大字大西とした[1]。
- 1896年（明治29年）4月1日 - 郡の統合により築上郡の所属となる[1][3]。
- 1955年（昭和30年）4月10日 - 築上郡八屋町、山田村、千束村、三毛門村、黒土村、合河村、岩屋村、角田村と合併し宇島市を新設して廃止された[1][2]。